# Agronomia społeczna
Agronomia społeczna – ruch społeczno-oświatowy zmierzający do uczynienia z pozaszkolnego systemu nauczania rolniczego, sposobu zdobywania kwalifikacji rolniczych i doskonalenia zawodowego osób zatrudnionych w rolnictwie.

## Początki agronomii społecznej
Agronomia społeczna jako nauka o społeczno-gospodarczych aspektach rozwoju rolnictwa zaczęła rozwijać się na przełomie XIX i XX w. Stwierdzenia zawarte w agronomii społecznej wynikały z analizy położenia gospodarstw chłopskich, ich niskiej świadomości społecznej i braku dostępu do oświaty rolniczej.
Władysław Grabski – jeden ze współtwórców agronomii społecznej – sformułował jej znaczenie następująco: „Agronomia społeczna jest to działalność społeczna oparta o inicjatywę prywatne, bądź o zrzeszenia i instytucje, bądź o samorząd i państwo, polegające na rozpowszechnianiu wiedzy agronomicznej i na jej zastosowanie przez najszersze warstwy społeczne”.
Wg Szczepana Miklaszewskiego „Pod pojęciem agronomia społeczna rozumiemy oddziaływanie państwa, samorządu, organizacji rolniczych oraz instytucji i osób prywatnych przede wszystkim na drobnych rolników w kierunku samodzielnego myślenia oraz odpowiedniego stosowania w praktyce zdobytych wiadomości oraz swoich własnych przemyśleń i spostrzeżeń”.
Antoni Wojtysiak dokonał syntezy pojawiających się pojęć z zakresu agronomii społecznej i stwierdził, że ta dziedzina wiedzy ma charakter zarówno naukowy, jak i społeczny. Jest najmłodszą gałęzią wiedzy rolniczej, zatem zakres zainteresowania i metody badawcze będą się kształtować stopniowo, w miarę rozwoju działalności w praktyce.
Wiktor Bronikowski uznawał agronomię społeczną jako część nauki z zakresu polityki agrarnej i socjologii wsi. W okresie międzywojennym agronomia społeczna rozumiana była jako pozaszkolne formy kształcenia rolników, stanowiła więc element działalności izb rolniczych, kółek rolniczych, niższych szkół rolniczych oraz instruktorów rolnych. Agronomię budowano na trzech podstawowych filarach: nauce i oświacie rolniczej, instytucjach i organizacjach rolniczych oraz na rolnikach-producentach rolnych.

## Nauczanie agronomi społecznej w okresie międzywojennym
W 1927 r. z inicjatywy W. Grabskiego w ramach Zakładu Polityki Agrarnej SGGW powołano Studium Agronomii Społecznej. W Studium realizowano trzy grupy wykładów i ćwiczeń, obejmujące nauki pedagogiczne, społeczno-ekonomiczne oraz podstawy nauk rolniczych. Zakładano, że jako dziedzina nauk stosowanych powinna odpowiadać wymaganiom życia rolniczego i środowiska wiejskiego.
System agronomii społecznej rozwijał się w oparciu o stosowane różne metody organizacyjne, oświatowe i społeczno-gospodarcze oraz przy udziale licznych instytucji państwowych, samorządowych i organizacji rolniczych typu towarzystwa rolnicze, kółka rolnicze, izby rolnicze, koła gospodyń wiejskich. Nauka i oświata rolnicza w okresie międzywojennym reprezentowana była przez szkolnictwo wyższe, placówki naukowo-badawcze (Państwowy Instytut Naukowy Gospodarstwa Wiejskiego), stacje doświadczalne oraz przez średnie i niższe szkolnictwo rolnicze.
Ustawą z 1920 r. o ludowych szkołach rolniczych zakładano, że każdy powiat będzie posiadał dwie publiczne szkoły rolnicze, męską i żeńską. Tego celu nie zdołano zrealizować, gdyż w 1936/37 r. istniało 128 szkół rolniczych, na 264 powiatów. System szkolnictwa rolniczego był wspierany przez nauczycieli szkół rolniczych, łączących nauczanie w okresie zimowym i instruktaż w okresie letnim, instruktorów kółek rolniczych i izb rolniczych, poprzez powszechne szkolenia rolników i zespoły przysposobienia rolniczego młodzieży wiejskiej.

## Wznowienie systemu agronomii społecznej na przełomie 1956/57 r.
Nowe uwarunkowania polityczne nie pozwoliły na odtworzenie agronomii społecznej z okresu przedwojennego. Zarys tego systemu znajdujemy w reaktywowaniu wielu instytucji państwowych, samorządowych, społecznych i zawodowych. 
Podstawowe znaczenie miało powstanie masowej organizacji rolniczej – kółek rolniczych i kół gospodyń wiejskich. Przy kółkach rolniczych kształtowały się rolnicze zrzeszenia branżowe i zespoły przysposobienia rolniczego. W kolejnych latach (od roku 1995) powstały izby rolnicze. Duże znaczenie przypisano szkolnictwu rolniczemu, poprzez powołanie od podstaw nowych wyższych szkół rolniczym oraz utworzenie sieci techników i niższych szkół rolniczych. Uzupełnieniem sieci stały się szkoły przysposobienia rolniczego.
W 1961 r. powołano ośrodki rozwoju postępu rolniczego przy wyższych szkołach rolniczych, wzorowane na studium agronomii społecznej. Zadaniem ośrodków było koordynowanie prac naukowo-badawczych uczelni rolniczych w kierunku ich użyteczności praktycznej.
Poza tym zakłady upowszechniania postępu w rolnictwie powołano przy rolniczych instytutach naukowo-badawczych (IHAR, IUNG, Instytut Ochrony Roślin, Instytut Zootechniki, Instytut Weterynarii).
Postęp wzmacniany był przez służby instruktorskie i doradcze w rolnictwie, w tym przez gromadzkie służby rolne, gminne służby rolne, wojewódzkie ośrodki postępu rolniczego, wojewódzkie ośrodki doradztwa rolniczego.